# Sagartiogeton robustus
Sagartiogeton robustus är en havsanemonart som beskrevs av Oscar Henrik Carlgren 1924. Sagartiogeton robustus ingår i släktet Sagartiogeton och familjen Sagartiidae. Inga underarter finns listade i Catalogue of Life.